# Iron Post (Oklahoma)
Iron Post est une census-designated place du comté de Mayes, dans l'État d'Oklahoma, aux États-Unis,. En 2020, elle compte une population de 65 habitants.